# Liste der Monuments historiques in Longeville-sur-Mer
Die Liste der Monuments historiques in Longeville-sur-Mer führt die Monuments historiques in der französischen Gemeinde Longeville-sur-Mer auf.

## Liste der Bauwerke
| Bezeichnung                       | Beschreibung              | Standort | Kennzeichnung | Schutzstatus | Datum | Bild           |
| --------------------------------- | ------------------------- | -------- | ------------- | ------------ | ----- | -------------- |
| Kirche Notre-Dame-de-l’Assomption | Erbaut im 12. Jahrhundert | (Lage)   | PA00110152    | Inscrit      | 1927  | weitere Bilder |

## Liste der Objekte
| Bezeichnung            | Beschreibung                  | Standort                                        | Kennzeichnung | Schutzstatus | Datum | Bild |
| ---------------------- | ----------------------------- | ----------------------------------------------- | ------------- | ------------ | ----- | ---- |
| Hauptaltar mit Retabel | Holz, bemalt, 18. Jahrhundert | in der Kirche Notre-Dame-de-l’Assomption (Lage) | PM85001246    | Inscrit      | 1982  |      |
| Glocke                 | Bronze, 1766 gegossen         | in der Kirche Notre-Dame-de-l’Assomption (Lage) | PM85001605    | Inscrit      | 2002  |      |